# Hennig Brand
Pour les articles homonymes, voir Brand et Brandt.
Hennig Brand ou Hennig Brandt (1630 - 1692 ou 1710) est un souffleur de verre et alchimiste allemand de Hambourg, connu pour avoir découvert le phosphore.

## Travaux
En 1669, en cherchant la pierre philosophale, Brand calcine des sels issus de l'évaporation d'urine en présence de charbon et obtient un matériau blanc qui luit dans l'obscurité, et brûle en produisant une lumière éclatante : le phosphore
,.
Il communiqua son secret à Daniel Kraft sous la condition de ne le révéler à personne ; mais Johann von Löwenstern-Kunckel finit par découvrir de son côté le moyen d'obtenir le phosphore (1674). Il reçut une pension de Jean-Frédéric, électeur de Hanovre.